# Mojtaba Zonnour
 (mars 2020).
Mojtaba Zonnour (persan : مجتبی ذوالنور), né vers 1963 à Malayer, est un homme politique iranien.
Il siège au Parlement iranien.